# Triebwagenhalle Velten

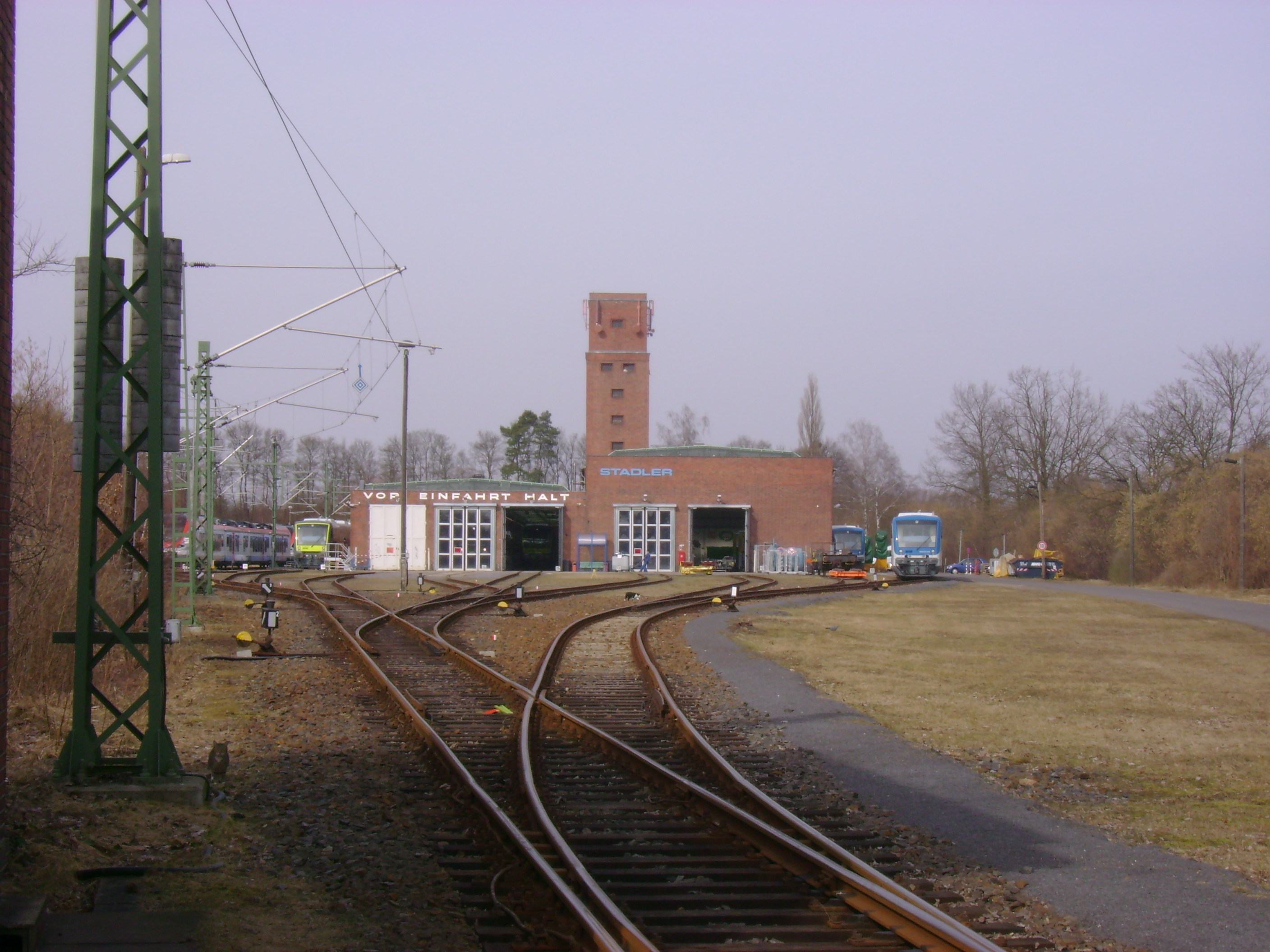
Triebwagenhalle Velten, 2011

Die Triebwagenhalle Velten ist ein denkmalgeschütztes Gebäude in Velten, einer Stadt im Landkreis Oberhavel in Brandenburg. Eigentümer ist die Stadler-Pankow GmbH.

## Geschichte
Der Grund für den Bau der Triebwagenhalle Velten war der zweigleisige Ausbau der Kremmener Bahn und die gleichzeitige Elektrifizierung der Strecke. Da der Bahnhof Velten Endpunkt der S-Bahn-Strecke vom Stettiner Bahnhof in Berlin war, entstand in Bahnhofsnähe eine Abstellmöglichkeit für die S-Bahn-Züge.
Die Reichsbahndirektion Berlin ließ daraufhin die Triebwagenhalle 1926 durch ihren Architekten Richard Brademann entwerfen und im Folgejahr bauen. Am 15. November 1927 wurde die Halle ihrer Bestimmung übergeben. Die Twh Velten war formell dem S-Bw Berlin Stettiner Bahnhof (ab 1950 S-Bw Berlin Nordbahnhof) unterstellt. Mit dem Bau der Berliner Mauer 1961 wurde die Kremmener Bahn südlich von Hennigsdorf unterbrochen. Das Vorhandensein eines Unterwerks in Hennigsdorf und der Triebwagenhalle ermöglichten es, den so entstandenen elektrischen Inselbetrieb zwischen Hennigsdorf und Velten aufrechtzuerhalten. Da das S-Bw Nordbahnhof den Zügen in West-Berlin diente, wurde die Triebwagenhalle Velten dem S-Bw Friedrichsfelde organisatorisch zugeordnet. Die Besetzung der Dienste übernahm die ebenfalls diesem Bw unterstellte Triebwagenhalle Oranienburg.
In der Triebwagenhalle wurden S-Bahn-Züge der Baureihen ET 168, ET 169 und später ET 165 (ab 1970 Baureihe 275) abgestellt und in der Werkstatt gewartet. Ferner waren von 1966 bis 1969 zwei Viertelzüge der Baureihe ET 166 mit Steuerwagen (ab 1970 Baureihe 276.0) in der Halle untergebracht. Sie waren für die in diesem Zeitraum angebotenen Verstärkerfahrten zwischen Hennigsdorf und Hennigsdorf Nord bestimmt.
Nachdem die S-Bahn-Verbindung am 21. September 1983 infolge der bestehenden Fernbahnelektrifizierung eingestellt wurde, unterstellte die Deutsche Reichsbahn die Halle zum 1. Oktober dem Bahnbetriebswerk Wustermark. Diese nutzte sie zum Abstellen von Lokomotiven und Gleisbaufahrzeugen. Auch der Veltener Traditionszug war in der Halle untergestellt. Die Stromschienen wurden bald darauf entfernt. 1987 rüstete die Reichsbahn den Streckenabschnitt einschließlich der Hallenzufahrt erneut mit Stromschienen aus, um die bei LEW „Hans Beimler“ in Hennigsdorf gefertigten Züge der Baureihe 270 erproben zu können. Im Dezember gleichen Jahres wurde die Zufahrt zum Hallengleis 15 zusätzlich mit einer Oberleitung versehen. 1989 errichtete man ein separates, sowohl mit Stromschiene als auch Oberleitung ausgerüstetes Testgleis parallel zur Strecke, dieses endet südlich von Velten und reicht daher nicht bis an die Halle heran.
Nach der Schließung des Bw Wustermark diente die Halle noch bis Februar 1997 für Reparaturen. Im gleichen Jahr vermietete sie die Deutsche Bahn an den Schienenfahrzeughersteller Adtranz. 2002 verkaufte die Deutsche Bahn sie an die Stadler-Pankow GmbH, eine Tochterfirma der Stadler Rail. Diese betreibt dort ein Service- und Inbetriebnahmezentrum in dem Abnahmeprüfungen und Inbetriebnahmen der neu gebauten Schienenfahrzeuge und Service- und Prüfarbeiten durchgeführt werden.
Seit 2001 steht das gesamte Ensemble (bestehend aus Triebwagenhalle, Werkstatt, Wasserturm, Stellwerk und Beamtenwohnhaus) unter Denkmalschutz.

## Aufbau der Anlage

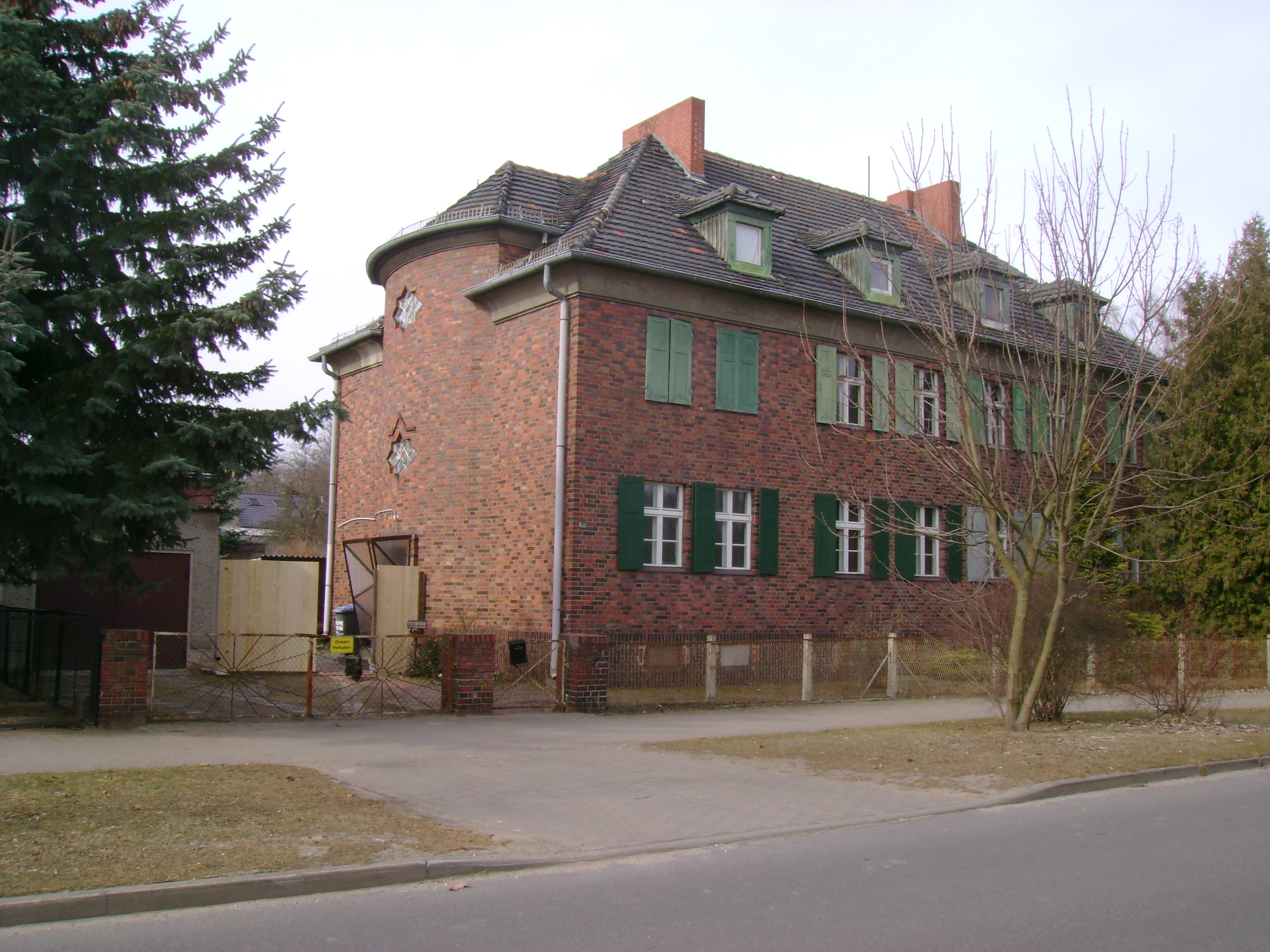
Beamtenwohnhaus, 2011

Brademann gliederte die Anlage den Funktionen entsprechend in mehrere kubische Baukörper. Neben der flachen Wagenhalle mit drei 155 Meter langen Gleisen für drei Vollzüge à 140 Meter entstand eine höhere Werkstatthalle mit zwei jeweils knapp 52 Meter langen Gleisen und einem 10-Tonnen-Kran an der Decke südöstlich davon. Die Halle wird von einem 25 Meter hohen Wasserturm dominiert. Unterhalb des Wasserbehälters befanden sich auf acht Etagen Lagerräume. Der Schornstein der Heizungsanlage bildete ein zweites senkrechtes Element. Der Backsteinbau ist mit roten Klinkern verblendet. Der Baukörper ist architektonisch zurückhaltend gestaltet, eine Gliederung erfolgt nur über die regelmäßig gereihten Fensteröffnungen. Die farblich abgesetzten Hallentore und der darüber angebrachte Schriftzug Vor Einfahrt Halt heben sich deutlich von der Halle ab. Die einzelnen Baukörper haben Sattel- und Pultdächer mit geringer Neigung. An der Werkstatt- und Wagenhalle sorgen querlaufende Oberlichtraupen für zusätzliche Beleuchtung. Sie werden an den Hallenenden von einer gemauerten Attika verdeckt. Um die Hallenhöhe möglichst niedrig zu halten, wurden die Dachbinder in die Oberlichte integriert.
Außerhalb der Halle befanden sich nördlich drei und südlich zwei weitere Abstellgleise für insgesamt sieben Vollzüge. Es war vorgesehen, anstelle der nördlichen Abstellgruppe bei Bedarf einen Hallenanbau an die bestehende Halle anzusetzen. Dazu kamen das mechanische Stellwerk Vta (Velten Abstellbahnhof) und in unmittelbarer Nähe ein Beamtenwohnhaus mit vier Wohnungen.